# Tom Schneeberger
Tom Schneeberger (Ann Arbor, Míchigan, 18 de marzo de 1956) es un exoficial de la Fuerza Aérea de los Estados Unidos y deportista amateur retirado, que se destacó como jugador de baloncesto y de balonmano, llegando a representar a su país en el Campeonato Mundial de Baloncesto de 1978 y en el torneo de balonmano masculino de los Juegos Olímpicos de Los Angeles 1984 entre otros eventos internacionales.

## Trayectoria

### Universidad
Schneeberger asistió a la Academia de la Fuerza Aérea de los Estados Unidos, integrándose en 1974 a los Falcons, el equipo de baloncesto de la institución enrolado en la NCAA. Jugando en la posición de ala-pívot, disputó cuatro temporadas en el circuito universitario estadounidense, finalizando con promedios de 11,9 puntos, 5,7 rebotes y 1,3 asistencias por partido en 101 presentaciones. 
Su desempeño fue tan destacado que fue escogido por los Denver Nuggets en la novena ronda del Draft de la NBA de 1978. Además fue reconocido como parte del equipo ideal del Academic All-America por haberse graduado ese año como ingeniero con excelentes calificaciones.
En paralelo a su carrera como baloncestista, Schneeberger se destacó también como jugador de balonmano a partir de 1976, cuando condujo a su equipo recién constituido a la final del Campeonato Nacional Universitario. Gracias a ellos fundaría junto a Bob Djokovich el USAFA Team Handball, con el cual también fue subcampeón del Campeonato Abierto Nacional de Balonmano de los Estados Unidos en 1976 (los Air Force Falcons se consagrarían posteriormente bicampeones nacionales en 1977 y 1978, en tanto que USAFA Handball conquistaría el Abierto Nacional en 1978, siempre con Schneeberger y Djokovich actuando como capitanes). 

### Baloncesto
Tras rechazar todas las propuestas para jugar al baloncesto profesionalmente, Schneeberger continuó practicando ese deporte en las competiciones de la Fuerza Aérea de los Estados Unidos, integrando también el equipo de los US Armed Forces All-Stars, un combinado de militares-atletas que competía en los torneos para adultos de la AAU.
Fue convocado para integrar la selección de baloncesto de Estados Unidos que participó del Campeonato Mundial de Baloncesto de 1978 en Filipinas, finalizando en la quinta ubicación. 
Posteriormente jugó con el seleccionado militar de baloncesto de Estados Unidos en varias ediciones del Campeonato Mundial Militar de Baloncesto (1979, 1981, 1982 y 1983), y disputó la Copa Intercontinental FIBA de 1982.

### Balonmano
Schneeberger jugó a nivel nacional con USAFA Handball y también integró la Selección de balonmano de Estados Unidos.
Representó a su país en diversos torneos internacionales, incluyendo los Juegos Olímpicos de Los Ángeles 1984, los Juegos de la Buena Voluntad de 1986 y los Juegos Panamericanos de 1987.